# James Thomas
James Purdon Lewes Thomas, 1. vikomt Cilcennin (13. října 1903 – 13. července 1960) byl britský politik, dlouholetý poslanec Dolní sněmovny za Konzervativní stranu (1931–1955). Od mládí zároveň zastával různé funkce ve státní správě, v letech 1951–1956 byl ministrem námořnictva. V roce 1955 s titulem vikomta vstoupil do Sněmovny lordů.

## Životopis
Pocházel ze statkářské rodiny z Walesu, která od 18. století sídlila v hrabství Carmarthenshire, byl jediným synem Jamese Thomase (1862–1910). Vystudoval v Oxfordu a od mládí byl členem Konzervativní strany. Ve volbách kandidoval poprvé neúspěšně v roce 1929, v letech 1929–1931 byl tajemníkem S. Baldwina. Uspěl v následujících volbách v roce 1931 a v letech 1931–1955 byl poslancem Dolní sněmovny za hrabství Herefordshire. V koaličních vládách ve 30. letech zastával několik nižších funkcí ve státním aparátu, byl postupně parlamentním tajemníkem na ministerstvu dominií (1932–1935), na ministerstvu kolonií (1935–1936), ministerstvu zahraničí (1937–1938) a na ministerstvu války (1940). V rámci Churchillova koaličního válečného kabinetu zastával funkce lorda pokladu (1940–1943) a finančního tajemníka admirality (1943–1945). V letech 1945–1951 byl jako konzervativec v opozici, do druhé Churchillovy vlády byl povolán jako ministr námořnictva a tuto funkci si podržel i za premiéra Anthonyho Edena (1951–1956). Od roku 1951 byl též členem Tajné rady. Mezitím byl v roce 1955 povýšen na vikomta a povolán do Sněmovny lordů. Z aktivní politiky odešel v roce 1956, ale v letech 1957–1960 ještě vykonával úřad lorda-místodržitele v hrabství Hereford, které předtím zastupoval v parlamentu. Zemřel bez potomstva a titul vikomta zanikl jeho úmrtím. V roce 1952 obdržel čestný doktorát na univerzitě v Oxfordu.